# Deewaar
Deewaar é um filme indiano de 1975. O filme tem como estrelas principais dois dos maiores actores de sempre de Bollywood, Amitabh Bachchan e Shashi Kapoor.

## Sinopse
O filme conta a história de dois irmãos, Vijay (Amitabh Bachchan) e Ravi Verma (Shashi Kapoor) que seguem caminhos diferentes: Vijay é um contrabandista e Ravi é polícia.

## Elenco
- Amitabh Bachchan - Vijay Verma (o irmão mais velho)
- Shashi Kapoor - Ravi Verma (o irmão mais novo)
- Nirupa Roy - Sumitra Devi, mãe Vijay e Ravi
- Neetu Singh - Leena Narang
- Satyendra Kapoor - Anand Verma, pai de Vijay e Ravi
- Parveen Babi - Anita
- Manmohan Krishna - DCP Narang
- Madan Puri - Samant
- Iftekhar - Mulk Raj Dhabaria
- Sudhir - Jaichand
- Jagdish Raj - Jaggi
- Raj Kishore - Darpan
- Yunus Parvez - Rahim Chacha, Head porter
- Mohan Sherry -Peter's Henchman
- Alankar Joshi - jovem Vijay Verma
- Raju Shrestha - jovem Ravi Verma
- Rajan Verma - Lachhu
- A. K. Hangal - pai de Chander
- Dulari - mãe de Chander
- D. K. Sapru - Mr. Agarwal
- Kamal Kapoor - Anand Verma's Employer

## Prémios
Deewaar teve grande realce nos prémios Filmfare Awards.
Filmfare Awards
- Venceu: Best Film (Gulshan Rai)
- Venceu: Best Director (Yash Chopra)
- Venceu: Best Supporting Actor (Shashi Kapoor)
- Venceu: Best Story (Salim-Javed)
- Venceu: Best Dialogue (Salim-Javed)
- Venceu: Best Screenplay (Salim-Javed)
- Venceu: Best Sound (M. A. Shaikh)
- Nomeado: Best Actor (Amitabh Bachchan)
- Nomedo: Best Supporting Actress (Nirupa Roy) [4]

## Banda-sonora
| Canção                                 | Intérprete                    |
| -------------------------------------- | ----------------------------- |
| "Kehdoon Tumhe"                        | Kishore Kumar e Asha Bhosle   |
| "Maine tujhe manga"                    | Kishore Kumar e Asha Bhosle   |
| "Koi mar jaye"                         | Asha Bhosle e Usha Mangeshkar |
| "Deewarun ka jungle"                   | Manna Dey                     |
| "Idhar ka mal udhar"                   | Bhupinder Singh               |
| "I am falling in love with a stranger" | Ursula Vaz                    |